# 南霧島信号場
南霧島信号場（みなみきりしましんごうじょう）は、鹿児島県霧島市霧島永水にある、九州旅客鉄道（JR九州）日豊本線の信号場である。
門石信号場、楠ヶ丘信号場より、1年遅れて腹付け線増して設置された。

## 歴史
- 1966年（昭和41年）10月1日：日本国有鉄道（国鉄）が開設[1]。
- 1987年（昭和62年）4月1日：国鉄分割民営化により九州旅客鉄道が継承[1]。

## 構造
2線を有する単線行き違い型の信号場である。上下方共に両開き分岐器となっている。徳浦信号場と同様、分岐部の近くにはトンネルがある。

## 周辺
周辺は完全に山間に囲まれている。ちなみに最寄のバス停は霧島ふれあい循環バス上春山バス停であるが当バス停からは約1キロ以上離れている、さらに構内までは舗装はされているが完全な山道で道幅も狭い。数年前までは構内の広場に車両の乗り入れが可能だったが、現在は入口が鎖で施錠されている。

## 隣の駅
九州旅客鉄道（JR九州）
■日豊本線
霧島神宮駅 - 南霧島信号場 - 国分駅
※当信号場を挟む両駅間の距離（営業キロ）は 12.7km で、2013年12月1日現在、JR九州管内の在来線で最長となっている。